# Wyspy Salomona na Letnich Igrzyskach Olimpijskich 1984
Reprezentacja Wysp Salomona na Letnich Igrzyskach Olimpijskich 1984 liczyła trzy osoby (wyłącznie mężczyźni).

## Skład kadry

### Lekkoatletyka
Mężczyźni
- Johnson Kere – 100 metrów – odpadł w eliminacjach
- Charlie Oliver – 800 metrów – odpadł w eliminacjach

### Podnoszenie ciężarów
- Leslie Ata – waga lekka – 16. miejsce